# Novembre 1917 (guerre mondiale)
Octobre 1917 - novembre 1917 - Décembre 1917
- 1er novembre: 
  - Georg von Hertling, ministre président du royaume de Bavière, est nommé par Guillaume II chancelier impérial et ministre président du royaume de Prusse.

- 2 novembre : 
  - le Tagliamento, objectif austro-allemand, est atteint par les unités engagées dans la poursuite des unités italiennes défaites à Caporetto.
  - déclaration Balfour promettant la création d'un foyer national juif en Palestine.

- 7 novembre / 25 octobre selon le calendrier julien : 
  - Déclenchement de la Révolution à Pétrograd : les Bolchevik prennent le pouvoir en Russie sans effusion de sang.
  - Conquête de Gaza par les forces du général sir Edmund Allenby.
  - Création un Conseil supérieur de guerre interallié lors de la conférence de Rapallo.

- 8 novembre : 
  - Premiers décrets du nouveau pouvoir russe : le décret sur la paix appelle à  la cessation des hostilités et à la refondation des relations internationales.
  - Premières attaques austro-hongroises dans le Tyrol, destinées à exploiter le succès obtenu à partir du 24 octobre précédent.

- 9 novembre : 
  - Les Italiens décident de se retrancher derrière le Piave.

- 10 novembre : 
  - Premières attaques germano-austro-hongroises sur la ligne de front du Piave : quelques succès locaux permettent l'occupation de têtes de pont rapidement circonscrites.

- 11 novembre : 
  - Conférence de Mons : Changement stratégique dans la conduite de la guerre, les responsables politiques et militaires du Reich, conscients des limites économiques du Reich à ce stade de la guerre, se proposent d'obtenir la décision par la multiplication des offensives sur le front français.

- 12 novembre : 
  - Prise de Feltre par les unités austro-hongroises durant l'exploitation de la percée acquise à partir du 24 octobre.

- 14 novembre : 
  - jonction des troupes austro-hongroises engagées depuis les Alpes et des troupes germano-austro-hongroises engagées depuis la Vénétie julienne à Fonzano.

- 16 novembre : 
  - Investiture de Georges Clemenceau à la présidence du conseil des ministres.

- 17 novembre : 
  - Deuxième bataille navale d'Heligoland, indécise.
  - Conquête de Jaffa par les forces du général sir Edmund Allenby.

- 20 novembre : 
  - Attaque britannique sur Cambrai : l'emploi massif de chars d'assaut assure le succès initial de l'assaut.

- 23 novembre : 
  - Nomination d'Albert Lebrun au poste de ministre du Blocus et des Régions libérées dans le gouvernement de Georges Clemenceau.
  - Publication du texte des accords Sykes-Picot dans la Pravda et dans les Izvestia, à l'initiative du conseil des commissaires du peuple.

- 28 novembre :
  - Victoire allemande à Negomano : les troupes portugaises sont écrasées et abandonnent d'importants stocks de matériel.

- 30 novembre :
  - Contre-attaque allemande à Cambrai : les Britanniques sont repoussées sur leurs positions de départ.
  - Premier vol du bombardier britannique Vickers Vimy.